# Gaiaku Luíza de Oyá
Gaiaku Luíza de Oyá (nascida Luiza Franquelina da Rocha, em 25 de agosto de 1909, em Cachoeira, Bahia - falecida em 20 de junho de 2005, em Cachoeira, Bahia) foi uma ialorixá brasileira do Candomblé Jeje-Maí. Nasceu no Terreiro Zogbodo Male Bogun Seja Unde, também conhecido como Roça do Ventura, reconhecido como patrimônio cultural do Brasil em 4 de dezembro de 2014. Inspirou samba-enredo da Acadêmicos do Sossego, em 2013, e documentário de 2015.

## Vida pessoal
| “ | Gaiacú Luiza, filha de Oiá, nasceu em 1911 dentro do Seja Hundé, a Roça do Ventura, no município de Cachoeira, onde passou toda a sua infância. Foi filha do Pejigã do Ventura, Miguel Rodrigues da Rocha, que construiu uma casa de taipa e palha na roça, tal como fizera diversos outros ogãs do templo, deixando a casa na cidade e instalando-se definitivamente no terreiro. Sua mãe foi Cecília da Rocha da nação Nagô-Vodum feita em um terreiro em Feira de Santana localizado no bairro Pampalona. Gaiacú Luiza foi criada entre as vodunces e os Voduns vivendo os melhores anos da infância e juventude num universo jeje. Se casou em 1936 com 25 anos de idade com o alfaiate Aristóteles que possuía um estabelecimento na prestigiada rua Chile. Com ele teve duas filhas, a primeira morreu logo após o parto, e a segunda, Eulina, morreu durante o seu período de iniciação no Ketu. Foi abandonada pelo marido grávida da segunda filha em 1937 (PTE-SPLP, n.002/06, IPAC–BA). | ” |

Grávida, abandonada e sem emprego, voltou a Cachoeira e foi acolhida por sua mãe. Por motivo de doença, foi levada ao Terreiro do Portão de Muritiba (terreiro Filho do Gantois), com a segunda filha no colo, e iniciada na nação Ketu.
Passou a trabalhar vendendo quitutes afro-brasileiros e, três anos depois, passou mal, sendo levada ao Bate-Folha, da nação Angola. Ao jogarem os búzios, a Deré foi incorporada por Oiá, que disse que o santo de Luiza era de nação jeje. 

## Vida religiosa
Em 1944, foi iniciada na nação jeje-Maí, e recebeu o cargo de Gaiacú em 1945: 
| “ | minha casa era própria e quando foi na obrigação de um ano, já foi dentro da minha casa com o povo de Sejá Hundé. Quando foi em agosto de 1945, todo mundo de Maria Agorenesse estava na minha casa para comemorar o meu aniversário, mas eu não sabia o que iria acontecer. Foi uma novidade. Na dispensa não faltava nada, naquela época uma lata de azeite custava cinco mil réis. Quando foi a anoite, Candomblé de arromba. Me chamaram no Peji, e mandou eu sentar no chão. Aí, minha mãe-de-santo dizia: quem está lhe dando essa equengará é Oyá, quem está lhe dando está takará é Azanssú, quem está lhe dando este ajê é Badé. Estava presente: Dofona Higina de Nanã, Joana Delfina de Sogbo, Santinha de Badé, Miúda de Possu, Oyasse Antonia, minha Deré e minha mãe Romaninha. Tudo no chão (PTE-SPLP, n.002/06, IPAC–BA). | ” |

Gaiacú Luíza de Oyá foi fundadora do terreiro baiano Húmkpàmé Ayono Huntoloji, tombado como patrimônio cultural pelo Instituto do Patrimônio Artístico e Cultural da Bahia (IPAC), em 2006, e inscrito no Livro do Registro Especial dos Espaços Destinados a Práticas Culturais e Coletivas em 2014. Segundo fontes, "a filial se apresenta como um verdadeiro celeiro de resistência cultural e religiosa"; e Gaiaku Luíza de Oyá é "uma das mais prestigiadas mães-de-santo do Recôncavo Baiano", "uma das mais importantes e emblemáticas sacerdotisas da história das religiões de matrizes africanas no Brasil", e "nome fundamental para a resistência do Candomblé Jeje nas últimas décadas".
O Instituto do Patrimônio Artístico e Cultural da Bahia (IPAC) menciona seu nome quando "presta justa homenagem às personalidades importantes, líderes religiosos dos terreiros, que já se foram", no encerramento da apresentação da publicação "Terreiros de Candomblé de Cachoeira e São Félix".

## Terreiro Humpame Ayono Huntoloji
O Terreiro Humpame Ayono Huntoloji foi fundado por Gaiacú Luíza de Oyá em 1952, em Salvador, dentro do Parque São Bartolomeu. Seu regente ou “cumeeira” é a divindade Azansú.
| “ | Em 1955, Gaiacú Luiza recolhe o seu primeiro barco com sete iaôs consagradas aos voduns: Lissá, Nanã, Azansú, Oxum, Oiá, Ogum e Bessém. Em 1958, recolhe seu segundo barco com cinco iaôs para os voduns: Bessém, Oyá. Odé, Azansú e Oxum. Em 1963, Gaiacú Luiza compra da Indústria Tororó um sítio, no bairro do Caquende, na cidade de Cachoeira, para onde o Humpame é transferido permanecendo até a presente data. Em Cachoeira, Gaiacú Luiza recolheu quatro barcos: no primeiro, em 1980, foram iniciadas três iaôs para os respectivos voduns – Bessém, Sobô e Azansú; no segundo, em 1982, um iaô para o vodum Odé; no terceiro, em 1998, foram iniciadas três iaôs para os voduns Avimage, Azansú e Oxum, e, finalmente, o quarto barco, em 2001, quando foi iniciada uma iaô para o vodum Locô. | ” |